# Felice Alessandro Radicati
Felice Alessandro Radicati (Torí (Piemont), 1775 - Bolonya (Emília-Romanya), 20 de març, 1820), va ser un violinista i compositor italià.

## Biografia
Radicati, va ser alumne de Gaetano Pugnani. La seva carrera com a concertista va començar l'any 1800, primer a Itàlia, després el 1805 també a l'estranger. Va actuar a França, a Viena, Londres, Dublín, Lisboa. Es va casar amb la soprano Teresa Bertinotti (1776-1854) de Savigliano, amb qui va tornar a Itàlia el 1814. Va acceptar el càrrec de mestre de la Cappella Regia de Torí, però tot just un any després va ser nomenat director de l'Orquestra Municipal de Bolonya. El 1816 també esdevingué primer director de violí i d'orquestra al Teatro Comunale, el 1817 mestre de capella a S. Petronio i professor de violí a l'institut musical. Radicati, que va romandre a Bolonya fins a la seva mort, va tornar a Torí només el 1816 per a la representació d'una de les seves òperes.
La millor part de la producció de Radicati, acèrrim defensor de la tradició italiana, es troba en la música instrumental simfònica i de cambra. Per a orquestra va compondre una simfonia, un concert per a clarinet i un per a violí. Ens va deixar molt més de música de cambra: tres quintets, nou quartets, sis trios, dotze duets, una Gran Sonata per a violí, nombroses peces per a violí sol.
Radicati va escriure nou obres per al teatre, tot i que va aconseguir que només se'n representessin quatre. Entre ells cal recordar l'únic que es va posar en escena a Torí l'any 1816, Blondello, és a dir, Ricard Cor de Lleó.
Està enterrat a la tomba familiar del claustre V de la Certosa de Bolonya.